# Ivan Čvorović
Ivan Čvorović (serbisch-kyrillisch Иван Чворовић, bulgarisch Иван Чворович Iwan Tschworowitsch; * 21. September 1985 in Belgrad, SFR Jugoslawien) ist ein serbisch-bulgarischer Fußballtorhüter, der seit 2017 bei Botew Plowdiw unter Vertrag steht.

## Karriere

### Verein
Ivan Čvorović wurde in Belgrad geboren und in der Jugendakademie des FK Partizan Belgrad ausgebildet. Seine erste Spielzeit als Profi absolvierte er in der Saison 2002/03 beim Farmteam Partizans, bei Teleoptik Zemun. Nachdem er acht Ligaspiele für Teleoptik absolviert und die Saison 2003/04 für FK Srem Jakovo gespielt hatte, wechselte Čvorović im Winter 2005 nach Bulgarien zum FK Neftochimik. Über die Jahre bestritt er insgesamt 27 Ligaspiele für Neftochimik, ehe er im Juli 2007 den Verein verließ und zum FC Tschernomorez Burgas wechselte. Doch dort kam er in eineinhalb Jahren lediglich auf zehn Ligaeinsätze daher folgte im Januar 2009 der Wechsel zu Minjor Pernik. Für Pernik debütierte er am 23. März bei der 0:3-Heimniederlage gegen Belasiza Petritsch. Nachdem Čvorović in den Spielzeiten 2010/11 sowie 2011/12 allmählich zum Stammtorwart avancierte, wechselte er kurz nach einem Länderspieldebüt zum damals amtierenden Meister Ludogorez Rasgrad. In Rasgrad kam er bisher nur zu sporadischen Einsätzen, wurde jedoch in den Jahren 2012/13 sowie 2013/14 bulgarischer Meister und ist außerdem sowohl Pokal- als auch Supercup-Sieger. Auf europäischer Ebene ist das Erreichen des Achtelfinals in der UEFA Europa League 2013/14 sein größter Erfolg, er selbst bestritt aber nur ein Gruppenspiel am 12. Dezember 2013 gegen Dinamo Zagreb (2:1). In der aktuellen Saison 2014/15 kam er in sechs möglichen Ligaspielen insgesamt vier Mal zum Einsatz (Stand: 28. August 2014).

### Nationalmannschaft
Im Jahr 2012 nahm Čvorović die bulgarische Staatsbürgerschaft an, nachdem er fünf Jahre in Bulgarien gespielt hatte. Daraufhin wurde er für den Kader der bulgarischen A-Nationalmannschaft nominiert und absolvierte am 26. Mai sein Länderspieldebüt gegen die Niederlande, als er in der zweiten Halbzeit für Stojan Kolew ins Spiel kam.

## Erfolge
Ludogorez Rasgrad
- A Grupa (4): 2012/13, 2013/14, 2014/15, 2015/16
- Bulgarischer Fußballpokal (1): 2012/13
- Bulgarischer Fußball-Supercup (2): 2012, 2014